# Rizgar Mohammed Amin
Rizgar Mohammed Amin (en arabe : رزكار محمد أمين ; né en 1957) est l'ancien juge en chef du procès Al-Dujail du Tribunal spécial irakien ayant jugé Saddam Hussein. Il est le seul juge dont le nom a été révélé à l'ouverture du procès le 19 octobre 2005, les noms des quatre autres juges et les visages de ses quatre collègues sauf deux n'étant pas autorisés à être montrés ou révélés pendant les parties télévisées du procès. 

## Biographie
Amin est diplômé de la faculté de droit de l'Université de Bagdad en 1980. D'origine kurde, il n'a aucun antécédent d'activisme politique ou de liens avec les peshmergas.
Il est juge régional durant  la présidence de Saddam Hussein. Il à Sulaymaniyah avec sa femme Nazanin Ahmed (née en 1962). Le couple a quatre enfants, nés entre 1990 et 2001.
Parce qu'il refuse d'adhérer au parti Baas, il n'est admis au collège des juges qu'en 1990, après avoir occupé un poste subalterne pendant dix ans. 
Amin est nommé juge en chef du tribunal régional par Jalal Talabani au milieu des années 1990.
Le 14 janvier 2006, il démissionne de son poste de juge en chef des procès de Saddam Hussein, en raison de l'ingérence du gouvernement et de vives critiques publiques. Il est remplacé par le juge Rauf Rashid Abd al-Rahman.
En mars 2023, revenant sur le déroulement du procès, Rizgar Mohammed Amin regrette les pressions sur les juges qui, selon lui, n'étaient « ni neutres, ni formés au droit international ».